# Moto Guzzi Norge
Die Moto Guzzi Norge [ˇnɔrɡə] ist ein vollverkleidetes Motorrad des italienischen Zweiradherstellers Moto Guzzi. Der Sporttourer wurde am 18. September 2005 auf der Zweiradmesse EICMA in Mailand präsentiert.

## Modellentwicklung

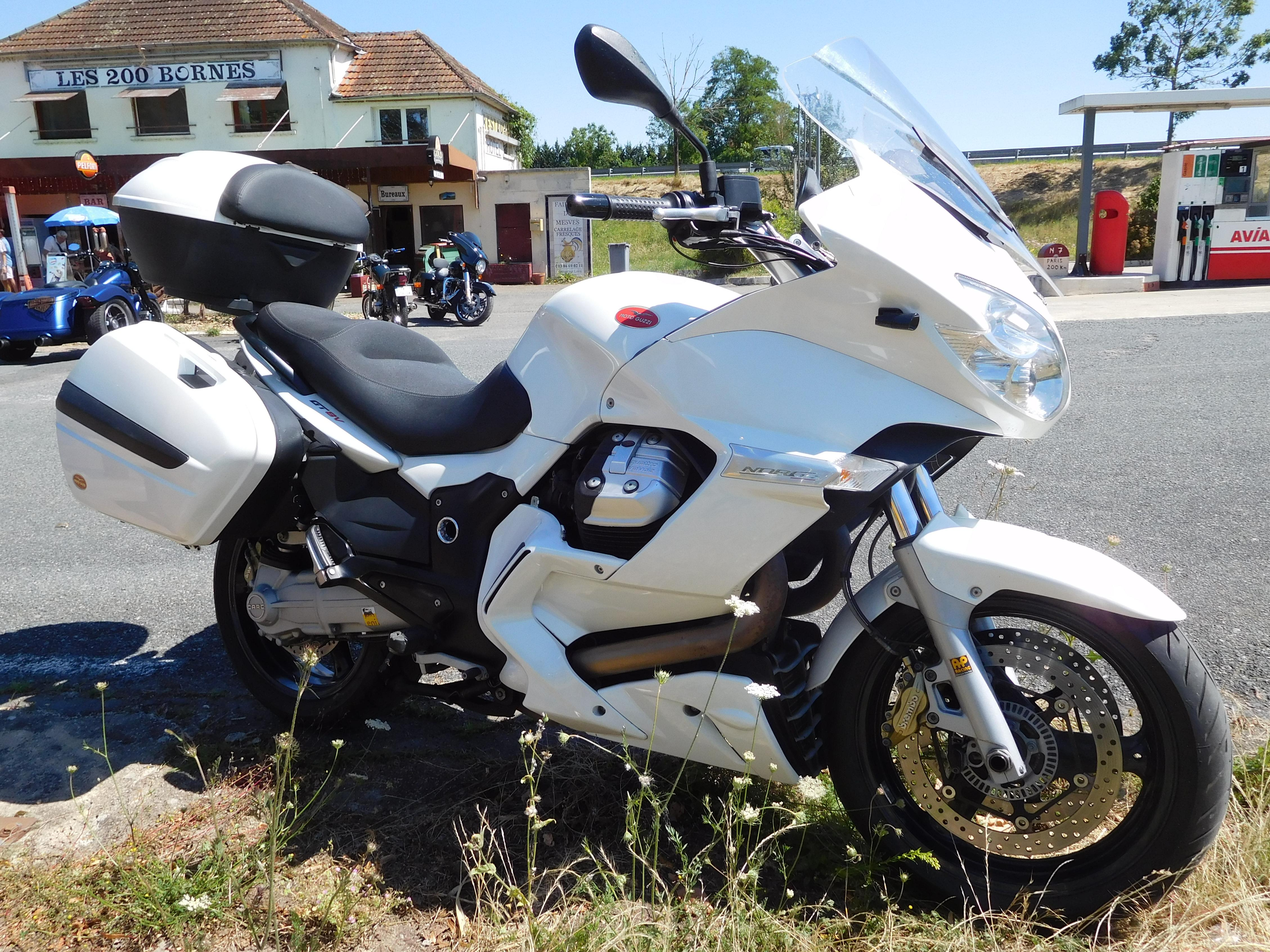
Norge GT 8V (2011–2016)

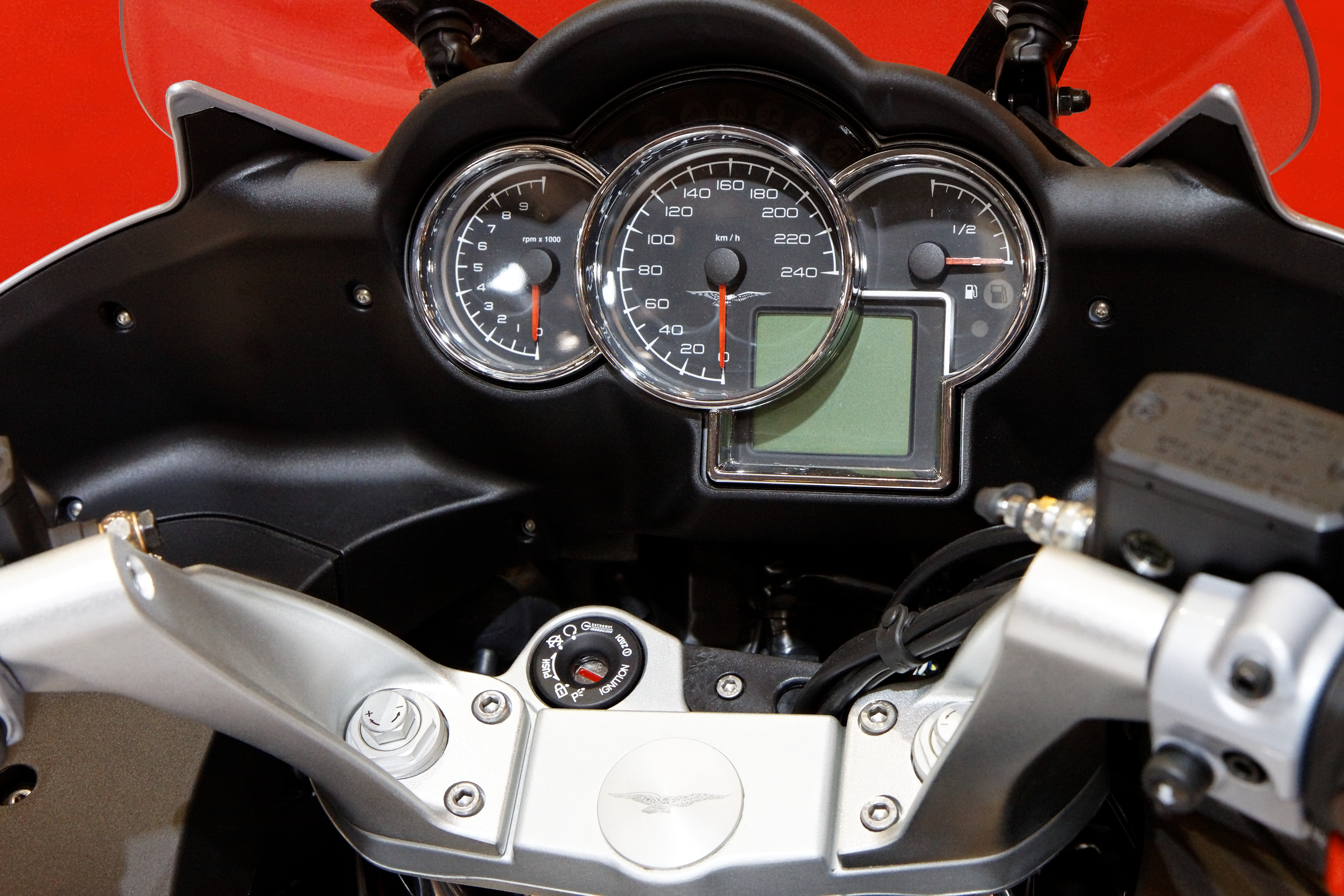
Cockpit mit umfangreichem LCD-Bordcomputer

Die Verkaufsbezeichnung Norge ist das einheimische Wort für Norwegen und eine Reminiszenz an eine Motorradtour von Giuseppe Guzzi, dem Bruder des Firmengründers, der im Jahr 1928 mit einer Moto Guzzi GT von der italienischen Firmenzentrale in Mandello del Lario zum Nordkap fuhr.

### Norge 1200 (2006–2010)
Der Motor der Norge 1200 stammte von der Breva V 1100 ab, auch Kraftstofftank, Sitzbank, Heckpartie, Räder, Rahmen und Fahrwerksgeometrie waren identisch. Lediglich die Abstimmung der Federelemente musste dem höheren Gewicht angepasst werden. Moto Guzzi modifizierte 60 Bauteile und vergrößerte den Kolbenhub um 1,2 mm und die Zylinderbohrung um 3 mm, was den Hubraum um 87 cm³ vergrößerte.

### Norge 850 (2008–2009)
Ab 2008 wurde die Norge auch als Mittelklassemodell mit dem 850er Motor angeboten, der auch die Schwestermodelle Breva 850 und Griso 850 antreibt. Diesen Motor leitete Moto Guzzi 2006 von dem Zweiventil-Motor mit 1064 cm³ Hubraum ab. Durch die Verkürzung des Hubs auf 66 mm bei unveränderter Bohrung von 92 mm Durchmesser wurde der Hubraum auf 877 cm³ verkleinert. Das Verdichtungsverhältnis wurde auf 9,8 : 1 leicht erhöht.
Die Norge 850 hat eine Nennleistung von 55 kW (75 PS) bei 7600 min−1. Das maximale Drehmoment beträgt 70 Nm bei einer Nenndrehzahl von 7000 min−1. Im Gegensatz zur Breva 850 unterscheidet sich der 850er Motor der Norge äußerlich nicht von der 1200er Ausführung.

### Norge GT 8V (2011–2016)
Zum Modelljahr 2011 wurde die Norge umfangreich überarbeitet und mit dem Vierventil-Motor des seit 2007 erhältlichen Naked Bikes Griso 8V ausgerüstet, der 9 PS mehr Leistung erzeugt. Das Fahrwerk wurde straffer ausgelegt. Die Verkleidung wurde im Windkanal komplett überarbeitet, um den Windschutz für Fahrer und Passagier zu verbessern und den Fahrer vor der Wärmeabstrahlung des Motors besser zu schützen. Nach Aussage des Herstellers wurden 80 Prozent aller Bauteile neu entwickelt oder überarbeitet. Äußerliches Erkennungsmerkmal des Vierventilers sind die Ventildeckel mit vier großen Schraubenköpfen und dem schwarzen hinteren Drittel.
Moto Guzzi änderte die Verkaufsbezeichnung von Norge 1200 zu Norge GT 8V. Die Abkürzung GT steht für Gran Turismo, 8V beschreibt die Anzahl der Ventile.

## Konstruktion

### Antrieb
Der luft-/ölgekühlte Zweizylindermotor mit dem Namen „Quattrovalvole“ erzeugt aus 1151 cm³ Hubraum eine Nennleistung von 75 kW (102 PS) und ein maximales Drehmoment von 104 Nm bei einer Drehzahl von 5500 min−1. Der längs montierte V-Motor hat, wie alle V-Motoren von Moto Guzzi seit 1967, einen Zylinderwinkel von 90 Grad. Die zwei Zylinder haben eine Bohrung von 95 mm Durchmesser, die Kolben einen Hub von 81,2 mm bei einem Verdichtungsverhältnis von 11:1. Die unten liegenden, kettengetriebenen Nockenwellen steuern über Stoßstangen je zwei Ein- und Auslassventile in den zwei seitlich herausragenden Zylinderköpfen des Viertaktmotors an. Das Motorrad beschleunigt in 4,3 Sekunden von 0 auf 100 km/h und erreicht eine Höchstgeschwindigkeit von 220 km/h.

### Kraftübertragung
Der Primärtrieb erfolgt über Zahnräder. Eine hydraulisch betätigte Zweischeiben-Trockenkupplung (bzw. Einscheiben- bei der Norge GT 8V) trennt den Motor vom Sechsgang-Getriebe. Im Sekundärantrieb zwischen Getriebeausgang und Hinterrad arbeitet ein Kardanantrieb als Antriebswelle.

### Elektrik
Die Starterbatterie hat eine Kapazität von 18 Amperestunden und versorgt den elektrischen Anlasser. Die Lichtmaschine erzeugt eine elektrische Nennleistung von 550 Watt.

### Kraftstoffversorgung
Der Motor hat Saugrohreinspritzung. Eine Doppelzündung entzündet das Kraftstoffluftgemisch. Der Hersteller empfiehlt die Verwendung von bleifreiem Motorenbenzin mit einer Klopffestigkeit von mindestens 95 Oktan. Der Kraftstofftank hat ein Volumen von 23 Liter, davon sind 4 Liter Reserve. Der durchschnittliche Kraftstoffverbrauch liegt bei 5,5–6 Litern auf 100 km. Die theoretische Reichweite auf Landstraße beträgt über 350 km.
Die Abgasnachbehandlung erfolgt durch einen geregelten Drei-Wege-Katalysator mit zwei Lambdasonden und unterschreitet die Schadstoffgrenzwerte der Abgasnorm Euro-3. Die 2-in-1-Auspuffanlage mündet in einen Endschalldämpfer aus Edelstahl.

### Fahrwerk
Das Fahrwerk baut auf einem Brückenrahmen aus Stahlrohren auf und hat hinten eine Einarmschwinge aus Aluminiumguss mit progressiver Umlenkung und Momentabstützung. Die Motor-Getriebe-Einheit ist mittragend.
Das Vorderrad wird von einer Teleskopgabel mit 45 mm Standrohrdurchmesser und 117 mm Federweg geführt.
Das Hinterrad wird von einer Einarmschwinge mit progressiver Umlenkung geführt, die über ein Zentralfederbein von Sachs-Boge mit einem progressiv wirkenden Hebelsystem und 140 mm Federweg gedämpft wird. Die Kraftübertragung an das Hinterrad erfolgt über eine in die Einarmschwinge integrierte Kardanwelle mit zwei Gelenken und einer Momentabstützung. Diese Konstruktion wird von Moto Guzzi als CARC (italienisch Cardano Reattivo Compatto) bezeichnet und wurde 2005 mit dem Schwestermodell Breva V 1100 eingeführt. Das System ähnelt dem Paralever von BMW.
Das fahrbereite Gewicht beträgt 275 kg, die maximale Zuladung 203 kg und die Zulässige Gesamtmasse beträgt 478 kg.

### Bremsanlage
Am Vorderreifen verzögert eine hydraulisch betätigte Doppelscheibenbremse, hinten eine Scheibenbremse. Alle drei Bremsscheiben sind mit einem Vier-Kolben-Schwimmsattel ausgerüstet. Ein Zweikanal-Antiblockiersystem von Continental unterstützt die Verzögerung an beiden Bremsen. Die Gussräder aus Aluminium haben die Dimension 3.50×17" vorn und 5.50×17" hinten. Das Motorrad ist in den Farben „Braun Mogano“ und „Weiß Madreperla“ erhältlich.

## Kritiken
„Früher waren Guzzi-Tourer eine Macht, und deshalb gingen die Ingenieure mit großen Ambitionen an die Entwicklung ihres modernen Reisedampfers Norge. Sie schneiderten eine gut schützende, dennoch schlanke Verkleidung, steckten einen ordentlichen Scheinwerfer hinein, formten zwei langstrecken-taugliche Sitze, spendierten eine gehobene Grundausstattung und sorgten für eine beachtliche Verarbeitungsqualität. Das Fahrwerk geriet ihnen komfortabel, aber gleichzeitig sehr brav. Es kündigt seine Grenzen berechenbar an, setzt diese Grenzen früh.“

„Der kernige Motor verschiebt den Gesamtcharakter noch deutlicher in Richtung „Sporttourer“ als das Fahrwerk. Natürlich kann man auch in bester Bummellaune durch die Gegend rollen. Man kann aber auch zügig um die Ecken wetzen, wobei der Hauptständer dann schon mal Funken schlägt.“

„Sehr gut gefallen Vibrationsarmut und Laufkultur des Triebwerks, weniger dagegen die Lastwechselreaktionen aus dem Kardanantrieb. Die Norge ist ein komfortabel ausgelegter Tourer mit aufrechter, entspannter Sitzposition und sehr gut schützender Verkleidung, aber (zu) kleinem Windschild. Wer sie im Cruise-Modus fährt und ihren nie nervenden Sound genießt, wird seine Freude haben. Hektiker am Gasgriff werden allerdings Grenzen des Fahrwerks (Stabilität auf schlechtem Untergrund, Schräglagenfreiheit) wie auch des Temperaments bemerken.“

## Versionen für die Polizei
Im Rahmen einer Ausschreibung zum Ersatz eines knappen Viertels ihrer damals 154 Maschinen umfassenden Motorradflotte entschied sich die Berliner Polizei im Oktober 2008 für die Beschaffung von 35 Exemplaren der Norge 850, die Ende Mai 2009 in Dienst gestellt wurden. In Italien befinden sich Einsatzfahrzeuge auf Basis der Norge 1200 und Norge GT 8V im Dienst der staatlichen Verkehrspolizei Polizia Stradale.

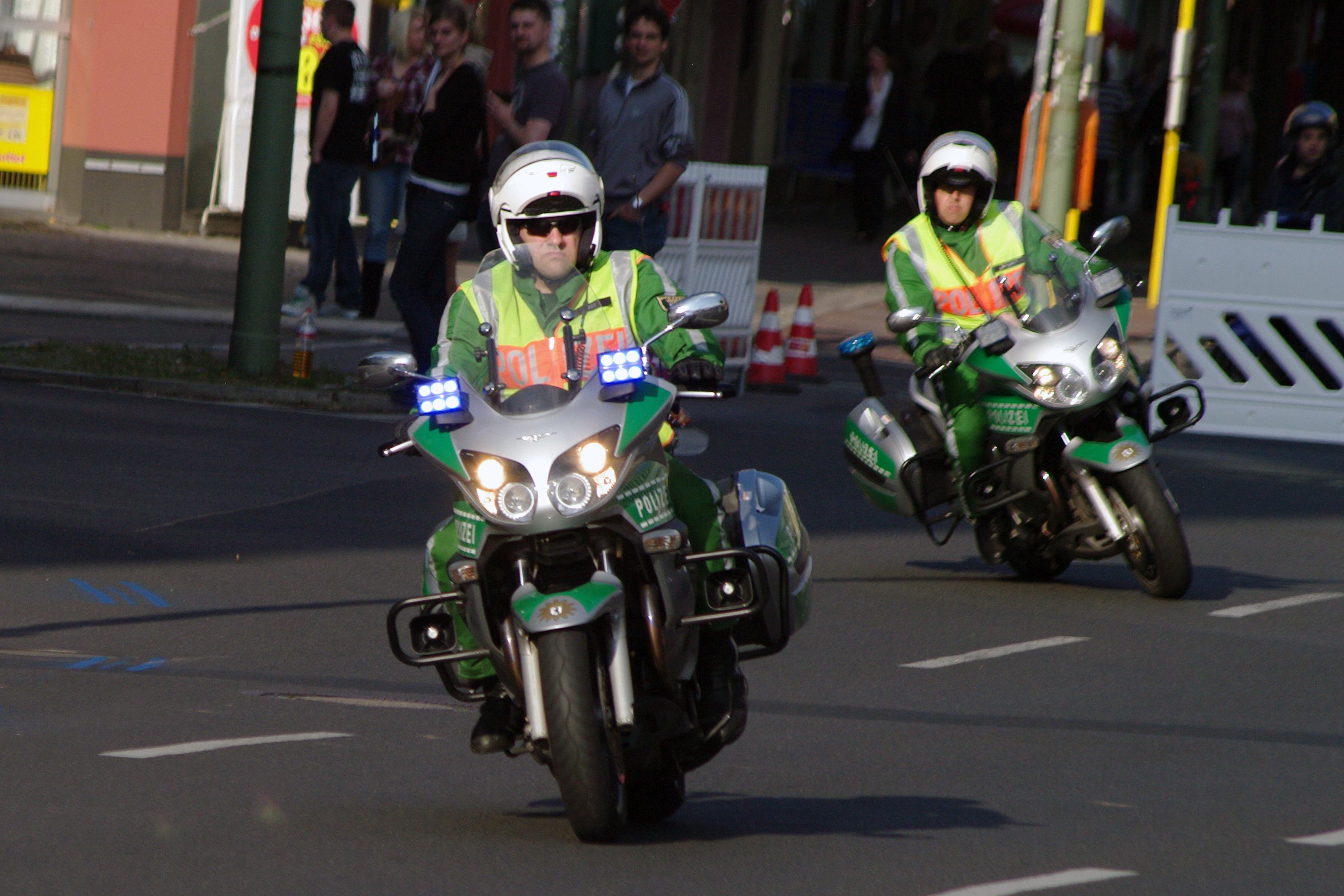
Norge 850 der Berliner Polizei

## Marktsituation
Konkurrenzmodelle der Norge 1200 mit vergleichbarer Charakteristik waren bei der Markteinführung die Sporttourer Kawasaki 1400GTR, Yamaha FJR1300, die BMW R 1200 RT und K 1300 GT sowie die Honda ST1300 Pan European.